# Lenne (Ruhr)
La Lenne è un fiume, affluente di sinistra della Ruhr, che scorre nel Sauerland, una regione della Renania Settentrionale-Vestfalia in Germania.

## Geografia
La sua sorgente si trova sulla cima del Kahler Asten, vicino alla cittadina di Winterberg, a un'altitudine di 820 metri. Dopo un percorso di 128 km, sfocia nella Ruhr vicino alla città di Hagen. La sua portata media alla confluenza è di 25 m3/s, il che lo rende il principale affluente della Ruhr. Le sorgenti dei due fiumi sono abbastanza vicine, ma i loro corsi divergono prima di riunirsi alla foce della Lenne presso Hagen.
Le principali città situati lungo la Lenne sono Schmallenberg, Lennestadt, Finnentrop, Werdohl, Altena e Hagen. Il corso inferiore della Lenne è caratterizzato da ampie variazioni di altitudine degli altopiani circostanti e da concentrazioni di piccole industrie lungo il fiume.